# Паспорт гражданина Исландии
Исландский паспорт используется гражданами Республики Исландия для международных путешествий.

## Описание Исландского паспорта
Исландский паспорт синего цвета, в верхней части паспорта в три строки надпись *ÍSLAND — ICELAND — ISLANDE*, в средней части изображение герба Исландии. Под гербом в три строки надпись *VEGABRÉF — PASSPORT — PASSEPORT*, далее знак биометрических паспортов.

## Страница Информации в паспорте
Исландский паспорт включает следующие данные:
- Фотография владельца паспорта
- Тип (паспорта)
- Код страны (ISL)
- Номер паспорта
- Фамилия (отчество, матчество или их объединение)
- Имя
- Гражданство
- Рост
- Дата рождения
- Персональный номер
- Пол
- Место рождения
- Дата выдачи
- Дата окончания срока действия
- Область машиночитаемой зоны.

## Путешествия без визы
Исландия не является членом Европейского союза. Но при этом страна является членом Шенгенского соглашения. Исландия имеет договоры (безвизового въезда) со 165-ю странами, что означает, что исландские граждане могут посещать 165 стран для краткосрочных визитов, как туристы (без визы). Исландия стоит на 9-м месте в индексе паспортов (англ. Henley Visa Restrictions Index) за 2014 год.